# A Palavra
Ordet (bra/prt: A Palavra) é um filme dinamarquês lançado no ano de 1955, dirigido por Carl Thedor Dreyer. 
Considerado por alguns críticos a obra-máxima do mestre Dreyer. [carece de fontes?]
O filme foi premiado com o Leão de Ouro no Festival de Veneza de 1955. 

## Sinopse
A história de duas famílias religiosas, o filho de uma delas deseja se casar com a filha da outra mas por problemas religiosos o pai da moça não aceita o jovem. Enquanto isso, Inger (esposa de Mikkel) está grávida. O irmão de Mikkel, Johannes, é taxado como louco por acreditar que é Jesus Cristo.